# Hans-Dieter Flick
Hans-Dieter Flick, detto Hansi (Heidelberg, 24 febbraio 1965), è un allenatore di calcio ed ex calciatore tedesco, di ruolo centrocampista, tecnico del Barcellona.
Nella sua carriera da allenatore ha centrato il sextuple nel 2020 alla guida del Bayern Monaco, grazie alle vittorie in Bundesliga (bissata nella stagione successiva), Coppa di Germania, Supercoppa di Germania, UEFA Champions League, Supercoppa UEFA e Coppa del mondo per club. Dopo un biennio da commissario tecnico della Nazionale Tedesca dal 2024 è il tecnico del Barcellona, con cui ha vinto un Campionato Spagnolo, una Coppa di Spagna e una Supercoppa Spagnola.
In virtù dei successi conseguiti nella stagione 2019-2020, è stato nominato Allenatore tedesco dell'anno, Allenatore dell'anno UEFA, Allenatore dell'anno IFFHS ed è stato premiato come miglior allenatore agli annuali Globe Soccer Awards.

## Biografia
Flick è cresciuto a Neckargemünd-Mückenloch e, dopo essersi diplomato in un istituto tecnico, ha completato un apprendistato come impiegato di banca. Vive con la sua famiglia a Bammental, nel Baden-Württemberg, dove fino al 2017 ha gestito anche un negozio di articoli sportivi. Nel 2015 Flick è stato nominato cittadino onorario di Bammental.
Sposato con Silke dagli anni '90, ha due figlie e due nipoti.
Flick sostiene l'iniziativa di donazione We Kick Corona fondata da Leon Goretzka e Joshua Kimmich, che promuove istituzioni sociali e di beneficenza in vista della pandemia di COVID-19.
Noto anche il suo impegno politico, su suggerimento del gruppo parlamentare CDU nel parlamento statale del Baden-Württemberg, Flick è stato membro della 17ª Assemblea federale.

## Carriera

### Giocatore
Dopo aver militato nelle giovanili di Mückenloch, Neckargemünd e Sandhausen, nel 1983 ha debuttato da professionista in Oberliga. Due anni dopo è stato ingaggiato dal Bayern Monaco, club in cui ha militato per cinque stagioni, vincendo quattro campionati e una Coppa di Germania. Sempre con i bavaresi ha disputato, da titolare, la finale di Coppa dei Campioni 1986-1987, persa per 2-1 contro il Porto.
Dal 1990 al 1993 ha vestito la maglia del Colonia, nelle cui file ha trascorso gli ultimi anni da professionista prima del ritiro a causa dei troppi infortuni. Dal 1994 fino al 2000 ha giocato per il Victoria Bammental, club militante nella Oberliga del Baden-Württemberg per il quale ha svolto, contemporaneamente, anche il ruolo di allenatore.
Conta due presenze con l'U-18 tedesca occidentale.

### Allenatore

#### Gli inizi
Nel 2000 viene ingaggiato dall'Hoffenheim, squadra in cui resta per cinque anni e con cui ottiene una promozione in Regionalliga al termine della prima stagione. Nel 2006, dopo una breve parentesi come vice di Giovanni Trapattoni al Salisburgo, entra nello staff tecnico della nazionale tedesca, dove resta fino al 2014.

#### Bayern Monaco
Il 1º luglio 2019 torna al Bayern Monaco nelle vesti di assistente di Niko Kovač. 
Con l'esonero del tecnico croato, avvenuto il 3 novembre, Flick assume l'incarico di allenatore ad interim. Dopo un avvio caratterizzato da buoni risultati, il 22 dicembre viene confermato in panchina fino al termine della stagione, per poi prolungare il contratto fino al 2023 nel mese di aprile. Guida il club bavarese alla vittoria del campionato, della Coppa di Germania e della UEFA Champions League, centrando il treble classico; i bavaresi diventano inoltre la prima squadra nella storia della massima competizione europea a vincere tutte le gare disputate (11 in totale).
Agli inizi della stagione 2020-2021 il tecnico si aggiudica la Supercoppa UEFA e la Supercoppa di Germania; nell'ottobre 2020 viene premiato come Allenatore dell'anno UEFA. A febbraio vince anche la Coppa del mondo per club, completando un sextuple, impresa riuscita in precedenza solo a Pep Guardiola alla guida del Barcellona nel 2009. L'annata si chiude con la vittoria della Bundesliga.

#### Nazionale tedesca
Il 25 maggio 2021 viene annunciato come nuovo commissario tecnico della nazionale tedesca, subentrando a Joachim Löw, rimasto in carica per quasi quindici anni e del quale Flick era già stato vice per otto anni. Ottiene sette vittorie nelle prime sette partite da CT, conducendo la Germania alla qualificazione al campionato del mondo 2022. Nella Lega A della UEFA Nations League 2022-2023 la squadra ottiene una vittoria e quattro pareggi e subisce una sconfitta nel girone, rimanendo fuori dalla final four del torneo.
Anche la prestazione nel successivo mondiale, giocato in Qatar, è deludente, in quanto la squadra esce già al termine della fase a gironi, come avvenuto nel campionato del mondo 2018; nonostante la débâcle, la federazione calcistica tedesca decide di confermare Flick in panchina almeno fino al campionato europeo del 2024, ma il 10 settembre 2023, il giorno dopo la clamorosa sconfitta interna dei tedeschi contro il Giappone per 4-1 in amichevole, il commissario tecnico viene esonerato e sostituito da Julian Nagelsmann.

#### Barcellona
Il 29 maggio 2024 firma un contratto biennale con il Barcellona. Il 12 gennaio 2025 vince il suo primo trofeo con i blaugrana, la Supercoppa spagnola, grazie al risultato di 5-2 ai danni del Real Madrid. Il 26 aprile 2025, sempre contro il Real Madrid (3-2), conquista la Copa del Rey. L'annata si chiude con la vittoria della Liga sul campo dell'Espanyol durante il derby di Barcellona per 0-2, vincendo così tutti i trofei nazionali della stagione.

## Statistiche

### Statistiche da allenatore

#### Club
Statistiche aggiornate al 25 maggio 2025. In grassetto le competizioni vinte.
| Stagione             | Squadra              | Campionato           | Campionato | Campionato | Campionato | Campionato | Coppe nazionali | Coppe nazionali | Coppe nazionali | Coppe nazionali | Coppe nazionali | Coppe continentali | Coppe continentali | Coppe continentali | Coppe continentali | Coppe continentali | Altre coppe | Altre coppe | Altre coppe | Altre coppe | Altre coppe | Totale | Totale | Totale | Totale | % Vittorie | Piazzamento |
| Stagione             | Squadra              | Comp                 | G          | V          | N          | P          | Comp            | G               | V               | N               | P               | Comp               | G                  | V                  | N                  | P                  | Comp        | G           | V           | N           | P           | G      | V      | N      | P      | %          | Piazzamento |
| -------------------- | -------------------- | -------------------- | ---------- | ---------- | ---------- | ---------- | --------------- | --------------- | --------------- | --------------- | --------------- | ------------------ | ------------------ | ------------------ | ------------------ | ------------------ | ----------- | ----------- | ----------- | ----------- | ----------- | ------ | ------ | ------ | ------ | ---------- | ----------- |
| 2000-2001            | Hoffenheim           | OL                   | 34         | 21         | 9          | 4          | CG              | -               | -               | -               | -               | -                  | -                  | -                  | -                  | -                  | -           | -           | -           | -           | -           | 34     | 21     | 9      | 4      | 61,76      | 1º (prom.)  |
| 2001-2002            | Hoffenheim           | RL                   | 34         | 11         | 9          | 14         | CG              | -               | -               | -               | -               | -                  | -                  | -                  | -                  | -                  | -           | -           | -           | -           | -           | 34     | 11     | 9      | 14     | 32,35      | 13º         |
| 2002-2003            | Hoffenheim           | RL                   | 36         | 15         | 10         | 11         | CG              | 2               | 1               | 0               | 1               | -                  | -                  | -                  | -                  | -                  | -           | -           | -           | -           | -           | 38     | 16     | 10     | 12     | 42,11      | 5º          |
| 2003-2004            | Hoffenheim           | RL                   | 34         | 15         | 7          | 12         | CG              | 4               | 3               | 0               | 1               | -                  | -                  | -                  | -                  | -                  | -           | -           | -           | -           | -           | 38     | 18     | 7      | 13     | 47,37      | 5º          |
| 2004-2005            | Hoffenheim           | RL                   | 34         | 14         | 8          | 12         | CG              | 1               | 0               | 0               | 1               | -                  | -                  | -                  | -                  | -                  | -           | -           | -           | -           | -           | 35     | 14     | 8      | 13     | 40,00      | 7º          |
| ago.-nov. 2005       | Hoffenheim           | RL                   | 15         | 8          | 3          | 4          | CG              | 1               | 0               | 0               | 1               | -                  | -                  | -                  | -                  | -                  | -           | -           | -           | -           | -           | 16     | 8      | 3      | 5      | 50,00      | Eson.       |
| Totale Hoffenheim    | Totale Hoffenheim    | Totale Hoffenheim    | 187        | 84         | 46         | 57         |                 | 8               | 4               | 0               | 4               |                    | -                  | -                  | -                  | -                  |             | -           | -           | -           | -           | 195    | 88     | 46     | 61     | 45,13      |             |
| nov. 2019-2020       | Bayern Monaco        | BL                   | 24         | 21         | 1          | 2          | CG              | 4               | 4               | 0               | 0               | UCL                | 8                  | 8                  | 0                  | 0                  | -           | -           | -           | -           | -           | 36     | 33     | 1      | 2      | 91,67      | Sub. 1º     |
| 2020-2021            | Bayern Monaco        | BL                   | 34         | 24         | 6          | 4          | CG              | 2               | 1               | 1               | 0               | UCL                | 10                 | 8                  | 1                  | 1                  | SG+SU+Cmc   | 1+1+2       | 1+1+2       | 0+0+0       | 0+0+0       | 50     | 37     | 8      | 5      | 74,00      | 1º          |
| Totale Bayern Monaco | Totale Bayern Monaco | Totale Bayern Monaco | 58         | 45         | 7          | 6          |                 | 6               | 5               | 1               | 0               |                    | 18                 | 16                 | 1                  | 1                  |             | 4           | 4           | 0           | 0           | 86     | 70     | 9      | 7      | 81,40      |             |
| 2024-2025            | Barcellona           | PD                   | 38         | 28         | 4          | 6          | CR              | 6               | 5               | 1               | 0               | UCL                | 14                 | 9                  | 2                  | 3                  | SS          | 2           | 2           | 0           | 0           | 60     | 44     | 7      | 9      | 73,33      | 1º          |
| 2025-2026            | Barcellona           | PD                   | 0          | 0          | 0          | 0          | CR              | 0               | 0               | 0               | 0               | UCL                | 0                  | 0                  | 0                  | 0                  | SS          | 0           | 0           | 0           | 0           | 0      | 0      | 0      | 0      | —          | in corso    |
| Totale Barcellona    | Totale Barcellona    | Totale Barcellona    | 38         | 28         | 4          | 6          |                 | 6               | 5               | 1               | 0               |                    | 14                 | 9                  | 2                  | 3                  |             | 2           | 2           | 0           | 0           | 60     | 44     | 7      | 9      | 73,33      |             |
| Totale carriera      | Totale carriera      | Totale carriera      | 283        | 157        | 57         | 69         |                 | 20              | 14              | 2               | 4               |                    | 32                 | 25                 | 3                  | 4                  |             | 6           | 6           | 0           | 0           | 341    | 202    | 62     | 77     | 59,24      |             |

#### Nazionale tedesca
| Squadra  | Naz                 | dal            | al                | Record | Record | Record | Record     | Record | Record | Record | Record |
| G        | V                   | N              | P                 | GF     | GS     | DR     | % Vittorie |        |        |        |        |
| -------- | ------------------- | -------------- | ----------------- | ------ | ------ | ------ | ---------- | ------ | ------ | ------ | ------ |
| Germania | Germania (bandiera) | 1º agosto 2021 | 10 settembre 2023 | 25     | 12     | 7      | 6          | 60     | 30     | +30    | 48,00  |

#### Nazionale tedesca nel dettaglio
| 2021             | Germania        | Qual. Mondiale 2022           | 1º nel gruppo J, qualificato | 7  | 7  | 0 | 0 | 100,00& | 31 | 2  | +29 |
| 2021             | Germania        | UEFA Nations League 2022-2023 | 3° nel gruppo 3 della Lega A | 6  | 1  | 4 | 1 | 16,67   | 11 | 9  | +2  |
| 2022             | Germania        | Mondiale 2022                 | 3º nel gruppo E              | 3  | 1  | 1 | 1 | 33,33   | 6  | 5  | +1  |
| Dal 2021 al 2023 | Germania        | Amichevoli                    |                              | 9  | 3  | 2 | 4 | 33,33   | 12 | 14 | +1  |
| Totale Germania  | Totale Germania | Totale Germania               | Totale Germania              | 25 | 12 | 7 | 6 | 48,00   | 60 | 30 | +33 |

#### Panchine da commissario tecnico della nazionale tedesca
| Cronologia completa delle presenze e delle reti in nazionale ― Germania | Cronologia completa delle presenze e delle reti in nazionale ― Germania | Cronologia completa delle presenze e delle reti in nazionale ― Germania | Cronologia completa delle presenze e delle reti in nazionale ― Germania | Cronologia completa delle presenze e delle reti in nazionale ― Germania | Cronologia completa delle presenze e delle reti in nazionale ― Germania | Cronologia completa delle presenze e delle reti in nazionale ― Germania             | Cronologia completa delle presenze e delle reti in nazionale ― Germania |
| Data                                                                    | Città                                                                   | In casa                                                                 | Risultato                                                               | Ospiti                                                                  | Competizione                                                            | Reti                                                                                | Note                                                                    |
| ----------------------------------------------------------------------- | ----------------------------------------------------------------------- | ----------------------------------------------------------------------- | ----------------------------------------------------------------------- | ----------------------------------------------------------------------- | ----------------------------------------------------------------------- | ----------------------------------------------------------------------------------- | ----------------------------------------------------------------------- |
| 2-9-2021                                                                | Vaduz                                                                   | Liechtenstein                                                           | 0 – 2                                                                   | Germania                                                                | Qual. Mondiali 2022                                                     | Timo Werner Leroy Sané                                                              | Cap: J.Kimmich                                                          |
| 5-9-2021                                                                | Stoccarda                                                               | Germania                                                                | 6 – 0                                                                   | Armenia                                                                 | Qual. Mondiali 2022                                                     | 2 Serge Gnabry Marco Reus Timo Werner Jonas Hofmann Karim Adeyemi                   | Cap: M.Neuer                                                            |
| 8-9-2021                                                                | Reykjavík                                                               | Islanda                                                                 | 0 – 4                                                                   | Germania                                                                | Qual. Mondiali 2022                                                     | Serge Gnabry Antonio Rudiger Leroy Sané Timo Werner                                 | Cap: M.Neuer                                                            |
| 8-10-2021                                                               | Amburgo                                                                 | Germania                                                                | 2 – 1                                                                   | Romania                                                                 | Qual. Mondiali 2022                                                     | Serge Gnabry Thomas Müller                                                          | Cap: J.Kimmich                                                          |
| 11-10-2021                                                              | Skopje                                                                  | Macedonia del Nord                                                      | 0 – 4                                                                   | Germania                                                                | Qual. Mondiali 2022                                                     | Kai Havertz 2 Timo Werner Jamal Musiala                                             | Cap: M.Neuer                                                            |
| 11-11-2021                                                              | Wolfsburg                                                               | Germania                                                                | 9 – 0                                                                   | Liechtenstein                                                           | Qual. Mondiali 2022                                                     | Ilkay Gundogan (rig.) 2 autorete 2 Leroy Sané Marco Reus 2 Thomas Müller Ridle Baku | Cap: M.Neuer                                                            |
| 14-11-2021                                                              | Erevan                                                                  | Armenia                                                                 | 1 – 4                                                                   | Germania                                                                | Qual. Mondiali 2022                                                     | Kai Havertz 2 Ilkay Gundogan 1 (rig.) Jonas Hofmann                                 | Cap: T.Muller                                                           |
| 26-3-2022                                                               | Sinsheim                                                                | Germania                                                                | 2 – 0                                                                   | Israele                                                                 | Amichevole                                                              | Kai Havertz Timo Werner                                                             | Cap: I.Gundogan                                                         |
| 29-3-2022                                                               | Amsterdam                                                               | Paesi Bassi                                                             | 1 – 1                                                                   | Germania                                                                | Amichevole                                                              | Thomas Müller                                                                       | Cap: M.Neuer                                                            |
| 4-6-2022                                                                | Bologna                                                                 | Italia                                                                  | 1 – 1                                                                   | Germania                                                                | Nations League 2022-2023 - 1º turno                                     | Joshua Kimmich                                                                      | Cap: M. Neuer                                                           |
| 7-6-2022                                                                | Monaco di Baviera                                                       | Germania                                                                | 1 – 1                                                                   | Inghilterra                                                             | Nations League 2022-2023 - 1º turno                                     | Jonas Hofmann                                                                       | Cap: M. Neuer                                                           |
| 11-6-2022                                                               | Budapest                                                                | Ungheria                                                                | 1 – 1                                                                   | Germania                                                                | Nations League 2022-2023 - 1º turno                                     | Jonas Hofmann                                                                       | Cap: M. Neuer                                                           |
| 14-6-2022                                                               | Mönchengladbach                                                         | Germania                                                                | 5 – 2                                                                   | Italia                                                                  | Nations League 2022-2023 - 1º turno                                     | Joshua Kimmich Ilkay Gundogan (rig.) Thomas Müller 2 Timo Werner                    | Cap: M. Neuer                                                           |
| 23-9-2022                                                               | Lipsia                                                                  | Germania                                                                | 0 – 1                                                                   | Ungheria                                                                | Nations League 2022-2023 - 1º turno                                     | -                                                                                   | Cap: T.Muller                                                           |
| 26-9-2022                                                               | Londra                                                                  | Inghilterra                                                             | 3 – 3                                                                   | Germania                                                                | Nations League 2022-2023 - 1º turno                                     | Ilkay Gundogan (rig.) 2 Kai Havertz                                                 | Cap: J.Kimmich                                                          |
| 16-11-2022                                                              | Mascate                                                                 | Oman                                                                    | 0 – 1                                                                   | Germania                                                                | Amichevole                                                              | Niclas Füllkrug                                                                     | Cap: M. Neuer                                                           |
| 23-11-2022                                                              | Doha                                                                    | Germania                                                                | 1 – 2                                                                   | Giappone                                                                | Mondiali 2022 - 1º turno                                                | Ilkay Gundogan (rig.)                                                               | Cap: M. Neuer                                                           |
| 27-11-2022                                                              | Doha                                                                    | Spagna                                                                  | 1 – 1                                                                   | Germania                                                                | Mondiali 2022 - 1º turno                                                | Niclas Füllkrug                                                                     | Cap: M. Neuer                                                           |
| 1º-12-2022                                                              | Doha                                                                    | Costa Rica                                                              | 2 – 4                                                                   | Germania                                                                | Mondiali 2022 - 1º turno                                                | Serge Gnabry 2 Kai Havertz Niclas Füllkrug                                          | Cap: M. Neuer                                                           |
| 25-3-2023                                                               | Magonza                                                                 | Germania                                                                | 2 – 0                                                                   | Perù                                                                    | Amichevole                                                              | 2 Niclas Füllkrug                                                                   | Cap: J.Kimmich                                                          |
| 28-3-2023                                                               | Colonia                                                                 | Germania                                                                | 2 – 3                                                                   | Belgio                                                                  | Amichevole                                                              | Niclas Füllkrug (rig.) Serge Gnabry                                                 | Cap: J.Kimmich                                                          |
| 12-6-2023                                                               | Brema                                                                   | Germania                                                                | 3 – 3                                                                   | Ucraina                                                                 | Amichevole                                                              | Niclas Füllkrug Kai Havertz Joshua Kimmich (rig.)                                   | Cap: J.Kimmich                                                          |
| 16-6-2023                                                               | Varsavia                                                                | Polonia                                                                 | 1 – 0                                                                   | Germania                                                                | Amichevole                                                              | -                                                                                   | Cap: J.Kimmich                                                          |
| 20-6-2023                                                               | Gelsenkirchen                                                           | Germania                                                                | 0 – 2                                                                   | Colombia                                                                | Amichevole                                                              | -                                                                                   | Cap: I.Gundogan                                                         |
| 9-9-2023                                                                | Wolfsburg                                                               | Germania                                                                | 1 – 4                                                                   | Giappone                                                                | Amichevole                                                              | Leroy Sané                                                                          | Cap: I.Gundogan                                                         |
| Totale                                                                  |                                                                         | Presenze                                                                | 25                                                                      |                                                                         | Reti                                                                    | 60                                                                                  |                                                                         |

## Palmarès

### Giocatore
- Campionato tedesco: 4

Bayern Monaco: 1985-1986, 1986-1987, 1988-1989, 1989-1990
- Coppa di Germania: 1

Bayern Monaco: 1985-1986
- Supercoppa di Germania: 1

Bayern Monaco: 1987

### Allenatore

#### Club

##### Competizioni regionali
- Oberliga: 1

Hoffenheim: 2000-2001

##### Competizioni nazionali
- Campionato tedesco: 2

Bayern Monaco: 2019-2020, 2020-2021
- Coppa di Germania: 1

Bayern Monaco: 2019-2020
- Supercoppa di Germania: 1

Bayern Monaco: 2020
- Supercoppa di Spagna: 1

Barcellona: 2025
- Coppa di Spagna: 1

Barcellona: 2024-2025
- Campionato spagnolo: 1

Barcellona: 2024-2025

##### Competizioni internazionali
- UEFA Champions League: 1

Bayern Monaco: 2019-2020
- Supercoppa UEFA: 1

Bayern Monaco: 2020
- Coppa del mondo per club: 1

Bayern Monaco: 2020

#### Individuale
- Allenatore tedesco dell'anno: 1

2020
- Allenatore UEFA dell'anno: 1

2020
- Allenatore IFFHS dell'anno: 1

2020
- World Soccer Awards: 1

Miglior allenatore dell'anno: 2020
- Globe Soccer Awards: 1

Miglior allenatore dell'anno: 2020